# Сахо (народ)
Сахо́ (самоназвание) — народ, обитающий в Эфиопии и Эритрее. Относятся к группе кушитов. Сахо делятся на идда, иддифер, ироб, манифере, меля, тероа, хазу, союз пяти племён асаорта и др. Численность 150 тыс. человек.

## Расселение
Представители народа сахо широко распространены в восточной части Африки, в основном сахо расселяются вдоль побережья. Их ареал — это Эритрея, а меньшая часть сахо обитает в Эфиопии.
В Эритрее расселены между территориями, занимаемыми данакиль и тиграи, к югу от Массауа.

## Язык
Основной язык — сахо, который относится к группе кушитских языков, но также широко распространены арабский, тигринья, тигре и некоторые смешанные языки. Письменность сахо создана на основе эфиопского алфавита, в Эритрее используется латинский алфавит.

## Верования
По религии большая часть сахо мусульмане-сунниты, но также среди земледельцев присутствуют христиане-монофиситы — близкие к Коптской православной церкви. Среди сахо можно найти в небольшом числе католиков восточных обрядов, эта группа восточных христиан, заключивших унию с Римской католической церковью. При заключении унии все эти группы приняли догматические положения католицизма, однако сохранили свою обрядность.

## Традиционные занятия
Основное занятие сформировалось уже с древности — кочевое и полукочевое скотоводство, это главным образом развод овец, верблюдов, отчасти крупного рогатого скота. Некоторые сахо занимаются земледелием — в речных долинах и предгорьях высаживают пшеницу, тефф и бобовые, преобладают поля на узких террасах, покрывающие склоны гор и холмов. Рыболовство развито в заливе Зула.

## Жилище
Традиционные жилища сахо — прямоугольные каменные дома с плоской крышей из веток и соломы, присыпанных землёй.

## Быт
Одежда сахо ничем не отличается от общеэфиопского типа. У мужчин и женщин традиционная одежда — штаны, туникообразная рубаха с поясом и плащ-шамма, украшенная вышивкой. Сахо в основном питаются пресным хлебом из теффа, пшеницы и прочего. Мужчины воины едят сырое парное мясо, особые изделия из теста, а также распаренные и сырые зёрна пшеницы.

## Брак и семья
Для сахо, как и для других народов группы кушитов, характерны разветвлённые родоплеменные структуры, в основе которых патриархальная семья.
Форма политического объединения — союз племён, в недавнем прошлом возглавлявшийся султаном. Союзы племён или отдельные племена имеют различия по «благородству происхождения». В организации деревенских общин значительную роль играют старейшины и местное духовенство.

## Культура
По культуре сахо близки тигре и тиграи. Богат поэтический, музыкальный и танцевальный фольклор. А появившаяся в XX веке у тиграи значительная литература оказала большое влияние на культуру сахо.